# Nuorjojaure
Nuorjojaure är en sjö i Arjeplogs kommun i Lappland och ingår i Piteälvens huvudavrinningsområde. Sjön har en area på 1,65 kvadratkilometer och ligger 844 meter över havet.

## Delavrinningsområde
Nuorjojaure ingår i det delavrinningsområde (741173-152949) som SMHI kallar för Utloppet av Nuorjojaure. Medelhöjden är 959 meter över havet och ytan är 27,99 kvadratkilometer. Det finns inga avrinningsområden uppströms utan avrinningsområdet är högsta punkten. Vattendraget som avvattnar avrinningsområdet har biflödesordning 2, vilket innebär att vattnet flödar genom totalt 2 vattendrag innan det når havet efter 354 kilometer. Avrinningsområdet består mestadels av kalfjäll (91 procent). Avrinningsområdet har 2,42 kvadratkilometer vattenytor vilket ger det en sjöprocent på 8,6 procent.